# Аптечный маркетинг
Аптечный маркетинг — отрасль маркетинга, посвящённая вопросам, специфическим для аптечного бизнеса. Важнейшими аспектами данной специфики являются:
- Практически полное отсутствие демонстративного (престижного, статусного) потребления в сфере базового аптечного ассортимента (лекарственных средств, предметов медицинского назначения).
- В РФ и многих странах СНГ очень низка узнаваемость «зонтичных» брендов фармацевтических производителей конечными потребителями и соответствующая потребительская лояльность к этим брендам. При этом узнаваемость продуктовых брендов многих лекарственных средств весьма высока, как и лояльность к ним конечных потребителей.
- Необходимость рекомендаций врача при большинстве покупок базового аптечного ассортимента (лекарственных средств, предметов медицинского назначения).
- Важность консультаций фармацевтов в случае необходимости подбора аналогов, при самолечении в случае лёгких заболеваний, по режиму приёма и хранению и т. п.
- Государственное регулирование аптечных цен, охватывающее в настоящее время около трети стоимостного объёма рынка (ЖНВЛП — Жизненно необходимые и важнейшие лекарственные препараты). Начиная с 2012 г. Правительством РФ прорабатываются схемы, альтернативные ограничению наценки на ЖНВЛП.
- Государственные программы льготного и бесплатного лекарственного обеспечения.

Помимо базового ассортимента в сферу аптечного маркетинга попадает довольно широкий круг товаров (около 20 % аптечного рынка РФ), также традиционно продающихся в аптеках: БАД, лечебной косметики, детских товаров, средств и предметов гигиены и т. п.
Сложный комплекс многих специфических факторов обусловливает целесообразность использования специального маркетингового инструментария: ассортиментной и ценовой политики с дифференциацией по ценовым и товарным сегментам, разветвлённой системы стандартов рекомендаций посетителям и др.